# Cristaria glaucophylla
Cristaria glaucophylla är en malvaväxtart som beskrevs av Antonio José Cavanilles. Cristaria glaucophylla ingår i släktet Cristaria och familjen malvaväxter. Utöver nominatformen finns också underarten C. g. eriantha.